# Gare de Galt
La gare de Galt est une gare ferroviaire canadienne, érigée par le chemin de fer Canadien Pacifique entre 1898 et 1899, avec l’ajout d’un hangar des messageries en 1900 .

## Situation ferroviaire
Le chemin de fer Credit Valley Railway arrive au nord de la ville, sur la rive est de la rivière Grand, en 1879. Elle devient partie du Chemin de fer Ontario & Quebec en 1883 (partie du réseau du Canadien Pacifique) .

## Histoire
Depuis l’arrêt des trains passagers, la gare sert encore le chemin de fer Canadian Pacifique . La gare est construite en briques. En 2010, elle était en bon état, ayant besoin d'un peu d'entretien .

## Patrimoine ferroviaire
La gare est désignée une Gare ferroviaire patrimoniale en 1991 .